# 江天鐸

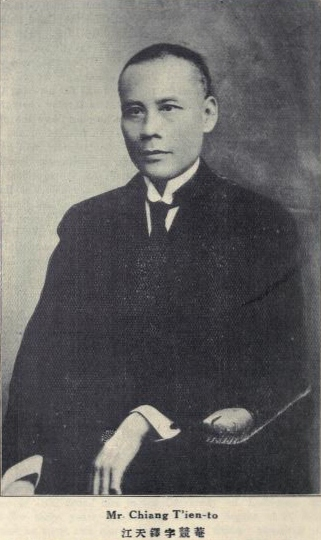
江天鐸

江天鐸（1878年—1940年），字競庵、嶃盦。廣東省廣州府花縣人，中華民國大陸時期政治家、律師。

## 生平
江天鐸1907年（光緒33年）畢業於早稻田大學、歸国後，他任民政部則例局纂脩。1910年（宣統2年），他任京師高等警察學堂教習。
1912年（民國元年），他充任開業律師、律師公會會長。翌年，他當選民元國會眾議院議員，任徐世昌的法律顧問。
1917年（民國6年）7月，他任第二次段祺瑞內閣農商部次長。1920年2月起，他在第一次靳雲鵬內閣、薩鎮冰臨時內閣代理農商部長。1922年（民國11年）8月後，他歷任水利局總裁、揚子江水道討論委員會副委員長、私立北京民國大学校長。1926年（民國15年）6月起，他任杜錫珪臨時攝政内閣、顧維鈞臨時攝政内閣内務部次長，翌年1月罷免。
1937年（民國26年）3月，江天鐸任冀東防共自治政府駐滿洲國外交特派員，30日在新京就職。後來江赴上海從事律師業。1939年（民國28年）1月30日，吳佩孚發表「和平救國宣言」時，作為和平救國會聯盟的委員，江也聯署該宣言。但後來汪精衛政權曾引誘其加入時，江拒絕參加。
1940年（民國29年）他去世。終年62。